# Polismordet i Göteborg 1923

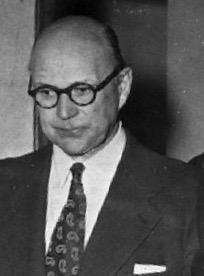
Fotografi av Kurt Alfred Johansson vid 55 års ålder, år 1952, då han bytt namn till Kurt Haijby.

Polismordet i Göteborg 1923, i formell bemärkelse ett fall av vållande av annans död rörande detektivkonstapel Carl Olander, ägde rum inne på Göteborgs detektivstation på Spannmålsgatan den 16 maj 1923, när Olander sköts till döds i tjänsten.

## Händelsen

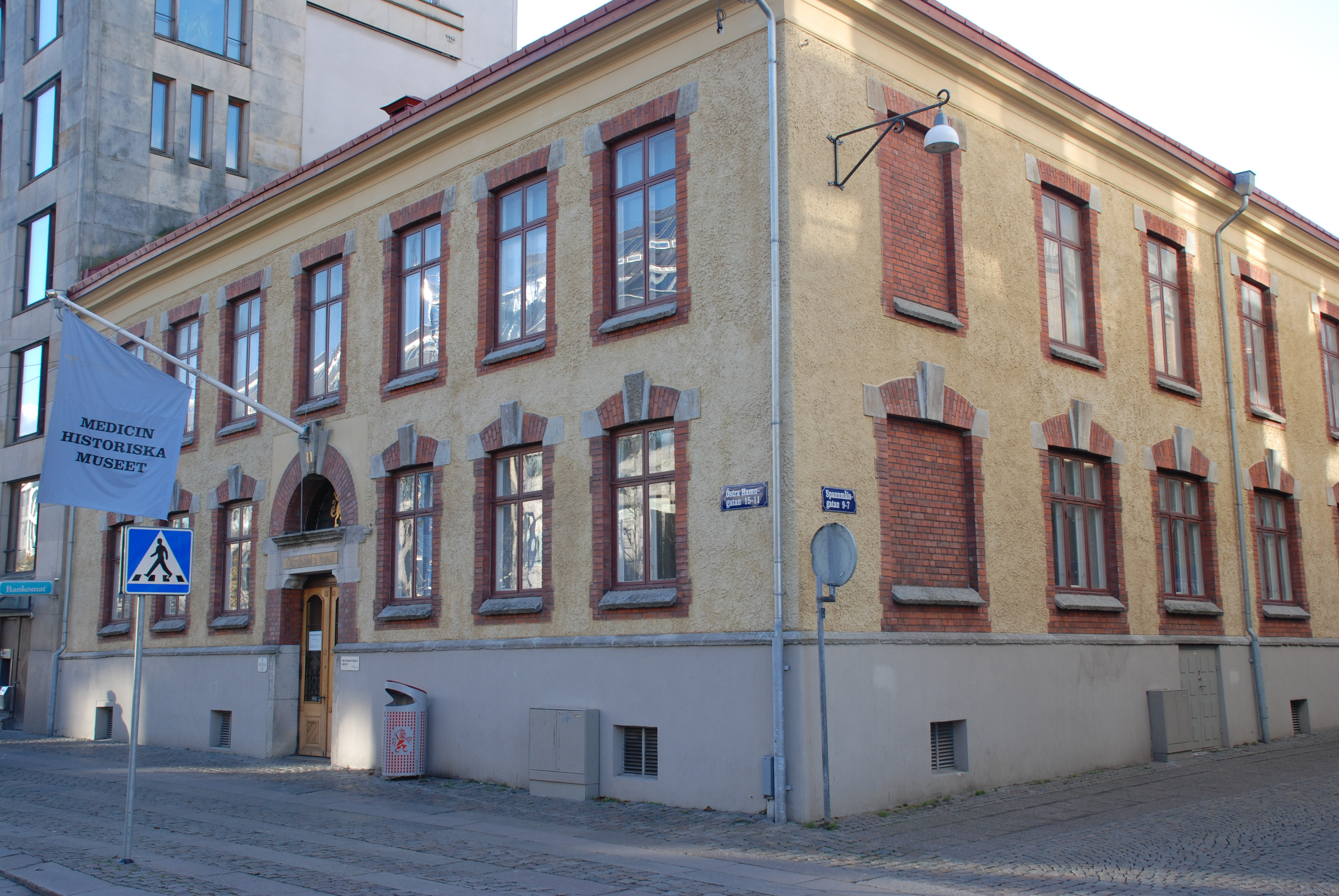
Detektivstationen var inrymd i Oterdahlska huset i hörnet Östra Hamngatan/Spannmålsgatan.

Den 26-årige Kurt Alfred Johansson, som gripits misstänkt för att han uppgivit sig vara en Hamilton och förfalskat en postanvisning, hade förts till detektivstationen på Spannmålsgatan i Göteborg. Under förhör, ledda av detektivöverkonstapel Stjernfelt och detektivkonstapel Carl Olander, erkände Johansson förfalskningen. När Olander, född 30 maj 1888 och som inlett sin tjänst vid Göteborgspolisen år 1910, skulle avvisitera Johansson, sprang denne in i ett angränsande förhörsrum förföljd av Olander. Gärningsmannen drog upp en pistol ur fickan och hann skjuta flera skott, varav ett träffade Olander i pannan, innan Johansson blev övermannad av andra poliser. Olander dog samma dag på Sahlgrenska sjukhuset. Vid rättegången mot Johansson övertygade han domstolen att han egentligen försökt ta sitt liv och att skottet mot Olander var ett vådaskott. Johansson bytte senare namn till Kurt Haijby och var den centrala personen i Haijbyaffären.
Mordet på Carl Olander var det senast inträffade på en polis i tjänst i Göteborg fram tills att en polis i 30-årsåldern sköts till döds i Biskopsgården i juni 2021, 98 år senare.